# Michał Sołowow
Michał Sołowow (Kielce, Polonia, 11 de julio de 1962) es un empresario polaco y piloto de rallyes. Fue subcampeón de Europa en 2008 y 2009, subcampeón de Polonia (2004, 2005, 2006).
Su fortuna se estima en más de 6 billones de Złoty (en 2006 3,6 billones de euros), uno de los mayores inversores polacos en la bolsa de valores. Es un accionista importante de las siguientes empresas: Synthos (industria química), Cersanit (cerámica sanitaria y azulejos), Echo Investment (actividad de desarrollo), Barlinek (productor de tarima).
En 2007, la revista Forbes estimó su fortuna en 2,3 billones de dólares de EE. UU..

## Trayectoria

### Campeonato de Europa
| Año  | Equipo              | Vehículo                                               | 1       | 2       | 3       | 4       | 5       | 6       | 7       | 8     | 9       | 10    | 11    | 12  | Pos. | Puntos |
| ---- | ------------------- | ------------------------------------------------------ | ------- | ------- | ------- | ------- | ------- | ------- | ------- | ----- | ------- | ----- | ----- | --- | ---- | ------ |
| 2004 | Cersanit Rally Team | Mitsubishi Lancer Evo 7                                | MIL 23  | POL 7   | BUL 4   | ZIL Ret | TUR 8   | GRE Ret | FRA 3   |       |         |       |       |     | 4º   | 14     |
| 2006 | Cersanit Rally Team | Renault Clio S1600 Mitsubishi Lancer Evo 9             | MIG 18  | FIA 10  | POL 3   | YPR 12  | BUL 4   | ZLI Ret | ELP 5   | ACA 3 |         |       |       |     | 4º   | 21     |
| 2007 | Cersanit Rally Team | Fiat Abarth Grande Punto S2000 Mitsubishi Lancer Evo 9 | MIL 2   | TUR Ret | CRO 4   | POL 2   | BEL 7   | BUL 6   | ZIL Ret | GRE 3 | FRA 4   |       |       |     | 4º   | 46     |
| 2008 | ?                   | ?                                                      | IST Ret | MIG Ret | CRO 2   | TUR 1   | YPR Ret | BUL 3   | MAD 4   | ZLI 3 | ACA 1   |       |       |     | 2º   | 65     |
| 2009 | ?                   | ?                                                      | MIL 3   | EST 1   | CRO 2   | BEL 4   | BUL 5   | POR 3   | ZLI 1   | ESP 2 | GRE Ret | FRA 2 | SUI 2 |     | 2º   | 103    |
| 2010 | ?                   | ?                                                      | POL 2   | BEL 2   | GRE Ret | FRA 2   | SUI Ret |         |         |       |         |       |       |     | 3º   | 112    |
| 2011 | ?                   | ?                                                      | BEL 1   | CZE 1   | POL 1   |         |         |         |         |       |         |       |       |     | NC   | 115    |
| 2013 | Synthos Cersanit RT | Ford Fiesta RRC                                        | AUT Ret | LIE     | CAN     | AZO     | COR     | YPR 6   | RUM     | BCZ   | POL     | CRO   | SAN   | VAL | 30.º | 12     |

- Referencias[2]

### IRC
| Año  | Equipo              | Vehículo          | 1      | 2      | 3     | 4     | Clas.final | Puntos |
| ---- | ------------------- | ----------------- | ------ | ------ | ----- | ----- | ---------- | ------ |
| 2009 | ?                   | ?                 | BEL 11 | POR 9  | ZLI 9 | ESP 9 | 45.º       | 2      |
| 2010 | ?                   | ?                 | BEL 7  |        |       |       | 41.º       | 2      |
| 2011 | Cersanit Rally Team | Ford Fiesta S2000 | BEL 3  | CZE 11 |       |       | 16º        | 15     |